# Dragutin Poljak
Dragutin Poljak (Zágráb, 1952. október 23. – 2022. január 2.) horvát nemzetközi labdarúgó-játékvezető.

## Pályafutása

### Nemzeti játékvezetés
1993-ban lett az I. Liga játékvezetője. Az aktív nemzeti játékvezetéstől 1997-ben vonult vissza.

#### Nemzeti kupamérkőzések
Vezetett Kupa-döntők száma: 1.

##### Horvát Kupa
| Időpont         | Helyszín              | Mérkőzés típusa | Mérkőzés                        | Eredmény |
| --------------- | --------------------- | --------------- | ------------------------------- | -------- |
| 1993. május 19. | Poljud Stadion, Split | döntő           | HNK Hajduk Split–Croatia Zagreb | 4 : 1    |

### Nemzetközi játékvezetés
A Horvát labdarúgó-szövetség Játékvezető Bizottsága (JB) terjesztette fel nemzetközi játékvezetőnek, a Nemzetközi Labdarúgó-szövetség (FIFA) 1995-től tartotta nyilván bírói keretében. Több nemzetek közötti válogatott és klubmérkőzést vezetett. A horvát nemzetközi játékvezetők rangsorában, a világbajnokság-Európa-bajnokság sorrendjében többedmagával az 5. helyet foglalja el 2 találkozó szolgálatával. Az aktív nemzetközi játékvezetéstől 1997-ben búcsúzott.

#### Világbajnokság
A világbajnoki döntőhöz vezető úton Franciaországba a XVI., az 1998-as labdarúgó-világbajnokságra a FIFA JB bíróként alkalmazta.

##### Selejtező mérkőzés
| Időpont           | Helyszín                     | Mérkőzés típusa           | Mérkőzés                  | Eredmény | Nézők száma |
| ----------------- | ---------------------------- | ------------------------- | ------------------------- | -------- | ----------- |
| 1996. október 11. | Tofik Bahramov Stadion, Baku | előselejtező (7. csoport) | Azerbajdzsán–Magyarország | 0 : 3    | 35 000      |

#### Európa-bajnokság
Az európai-labdarúgó torna döntőjéhez vezető úton Angliába a X., az 1996-os labdarúgó-Európa-bajnokságra az UEFA JB játékvezetőként foglalkoztatta.

##### Selejtező mérkőzés
| Időpont             | Helyszín               | Mérkőzés típusa           | Mérkőzés                 | Eredmény | Nézők száma |
| ------------------- | ---------------------- | ------------------------- | ------------------------ | -------- | ----------- |
| 1995. augusztus 15. | Mauren Stadion, Eschen | előselejtező (6. csoport) | Liechtenstein–Portugália | 0 : 7    | 3 500       |